# Guiana nos Jogos Pan-Americanos de 1963
A Guiana competiu nos Jogos Pan-Americanos de 1963 em São Paulo de 20 de abril a 5 de maio de 1963. Conquistou uma medalha de ouro, a primeira em uma edição de pan, e umas das duas douradas até os dias de hoje.